# Dòng thiết bị Sony Xperia Z

Logo của dòng Sony Xperia

Dòng thiết bị Sony Xperia Z là những điện thoại thông minh và máy tính bảng chủ lực chạy Android nằm trong dòng Sony Xperia được sản xuất bởi Sony Mobile.
Vào ngày 25 tháng 2 năm 2016, dòng Sony Xperia Z bị ngừng phát triển và thay thế bằng dòng Sony Xperia X.